# Streptaxidae
Streptaxidae ist der Name einer Familie von Schnecken aus der Unterordnung der Landlungenschnecken (Stylommatophora), die in tropischen Regionen Afrikas, Asiens und Südamerikas verbreitet sind. Es handelt sich um räuberische Schnecken, die sich vor allem von anderen Schnecken ernähren. Es gibt ungefähr 1000 Arten in 100 Gattungen.

## Merkmale
Die Gehäuse sind je nach Art knapp 2 mm bis 4 cm groß und variieren in ihrer Form sehr stark, doch sind sie bei vielen Arten „zusammengedrückt“ und ermöglichen so den Schnecken, bei der Nahrungssuche in enge Spalten und Löcher zu gelangen. Die Tiere selbst sind oft lebhaft gefärbt, während die Schneckenhäuser meist blass und durchscheinend sind.
Die Mundteile und Speicheldrüsen sind – ähnlich wie bei anderen fleischfressenden Schnecken – stark vergrößert, die Zähne der Radula länger und spitzer als bei pflanzenfressenden Arten.

## Vorkommen und Lebensweise
Die Streptaxidae leben in den tropischen Regenwäldern Afrikas, Asiens und Südamerikas, wobei der weitaus größte Artenreichtum in Afrika anzutreffen ist. Die meisten Arten sind selten, haben ein begrenztes Verbreitungsgebiet und können nur in weitgehend ungestörtem Primärwald überleben. Aus diesem Grund sind sie durch drohende Entwaldung gefährdet oder bereits ausgestorben.
Die Streptaxidae leben räuberisch unter anderem von anderen Schnecken. Von Rectartemon depressus ist als bisher einziger Schnecke bekannt, dass sie auch Plattwürmer frisst. Die Beute wird meist mit der Radula ergriffen und verschlungen; Gehäuseschnecken werden auf diesem Weg aus dem Gehäuse gezogen.

## Systematik
Innerhalb der Stylommatophora bilden die Streptaxidae zusammen mit den Ahlenschnecken (Subulinidae) und den Afrikanischen Riesenschnecken (Achatinidae) nach molekulargenetischen Untersuchungen von Wade et al. (2001 und 2006) eine Verwandtschaftsgruppe, die einer Schwestergruppe aus allen anderen Stylommatophora gegenübergestellt wird.
Bouchet & Rocroi (2005) stellen die Streptaxidae als einzige Familie in die Überfamilie Streptaxoidea und unterteilen sie in 6 Unterfamilien:
- Streptaxinae Gray, 1860 – Synonym: Artemonidae Bourguignat, 1889
- Enneinae Bourguignat, 1883[1] – Synonym: Streptostelidae Bourguignat, 1889
- Marconiinae Schileyko, 2000[2]
- Odontartemoninae Schileyko, 2000[3]
- Orthogibbinae Germain, 1921[4] - synonyms: Gibbinae Steenberg, 1936; Gonidominae Steenberg, 1936
- Ptychotrematinae Pilsbry, 1919[5]

Nach der Systematik von Sutcharit et al. (2010) bilden die beiden Gattungen Diaphera und Sinoennea eine eigene Familie Diapheridae innerhalb der Überfamilie Streptaxoidea. Zur Familie Streptaxidae gehören nach dieser Systematik folgende Gattungen:
Streptaxinae
- Acanthennea Martens, 1898 (monotypisch mit Acanthennea erinacea (Martens, 1898))
- Augustula Thiele, 1931 (monotypisch mit Augustula braueri (Martens, 1898))
- Careoradula Gerlach & van Bruggen, 1999 (monotypisch mit Careoradula perelegans (Martens, 1898))
- Discartemon Pfeiffer, 1856
- Glabrennea
- Glyptoconus Möllendorff, 1894
- Hypselartemon Wenz, 1947
- Indoartemon Forcart, 1946
- Martinella Jousseaume, 1887
- Micrartemon Möllendorff, 1890
- Perrottetia Kobelt, 1905
- Platycochlium Laidlaw, 1950
- Rectartemon Baker, 1925
- Sairostoma Haas, 1938
- Seychellaxis
- Silhouettia Gerlach & van Bruggen, 1999 (monotypisch mit Silhouettia silhouettae (Martens, 1898))
- Stemmatopsis
- Stereostele Pilsbry, 1919 (monotypisch mit Stereostele nevilli (Adams, 1868))
- Streptartemon Kobelt, 1905
- Streptaxis Gray, 1837
- Tonkinia Mabille, 1887

Enneinae
- Ennea H. Adams & A. Adams, 1855
- Maurennea
- Indoennea Kobelt, 1904
- Bruggennea Dance, 1972
- Elma Adams, 1866
- Streptostele Dohrn, 1866
- Varicostele Pilsbry, 1919

Marconiinae
- Macrogonaxis Bequaert & Clench, 1936
- Marconia Bourguignat, 1889
- Stenomarconia Germain, 1934

Odontartemoninae
- Afristreptaxis Thiele, 1932
- Artemonopsis Germain, 1908
- Gigantaxis Tomlin, 1930
- Odontartemon L. Pfeiffer, 1856
- Pseudogonaxis Thiele, 1932
- Somalitayloria Verdcourt, 1962
- Tayloria Bourguignat, 1889

Orthogibbinae
- Edentulina Pfeiffer, 1856
- Gibbulinella Wenz, 1920
- † Gibbus Montfort, 1810 (war endemisch auf Mauritius, ausgestorben)
- Gonaxis Taylor, 1877
- † Gonidomus Swainson, 1840 (war endemisch auf Mauritius, ausgestorben)
- Gonospira Swainson, 1840
- Haploptychius Kobelt, 1905
- Imperturbatia Martens, 1898
- Microstrophia Möllendorff, 1887
- Oophana Ancey, 1884
- Orthogibbus Germain, 1919
- Plicadomus Swainson, 1840
- Priodiscus Martens, 1898
- Pseudelma Kobelt, 1904

Ptychotrematinae
- Dadagulella Rowson & Tattersfield, 2013[6]
- Gulella Pfeiffer, 1856
- Huttonella Pfeiffer, 1855
- Mirellia Thiele, 1933
- Parennea Pilsbry, 1919
- Ptychotrema L. Pfeiffer, 1853 - type genus of the subfamily
- Sinistrexcisa De Winter, Gomez & Prieto, 1999

Weitere Gattungen:
- Conturbatia Gerlach, 2001, monotypisch mit Conturbatia crenata Gerlach, 2001[7]
- Costigulella Pilsbry, 1919 (früher zu Gulella)
- Parvedentulina Emberton & Pearce, 2000 - endemic to Madagascar[8]

Scolodonta Doering 1875, Typusgattung der Familie Scolodontidae, wurde früher in die Familie Streptaxinae gestellt.